# Біфідобактерії
Біфідобактерії — рід облігатно анаеробних грам-позитивних бактерій, які не утворюють спор і відрізняються гіллястою морфологією.
Це сахаролітичні бактерії товстої кишки, є представниками нормальної мікрофлори кишки, кількісно складають більшу частину бактерій товстої кишки. У дітей в 1 г фекалій міститься 1010- 1011 біфідобактерій, у дорослих — 109−1010. Клітини біфідобактерій являють собою зігнуті палички, поліморфні на кінцях (роздвоєні, потовщені), довжиною 2 — 5 мкм. Спори не утворюють.
Біфідобактерії мають стійкість до жовчі та кислого середовища, тому потрапляючи до кишки не гинуть, а починають розмножуватись. Потрапляють у організм людини з перших годин життя та можуть становити до 80 — 90 % бактерій кишки новонародженого. Отримують енергію шляхом збродження олігоцукрів, зокрема тих, що містять у своєму складі фруктозу. Такі сполуки, які називають фруктоолігоцукрами, не засвоюються організмом людини, бо вона не має ферментів для їх розщеплення. Проходячи незмінними через тонку кишку, та потрапляючи до товстої кишки сполуки є основною харчовою базою біфідобактерій. Для росту цих бактерій необхідна параамінобензойна та пантотенова кислота.

## Значення для людини
Під час збродження цукрів біфідобактеріями, утворюється молочна та оцтова кислота, а також невелика кількість мурашиної кислоти. Внаслідок цього знижується рН у кишці та пригнічується розвиток патогенних бактерій, що можуть потрапляти сюди (Clostridium, Bacillus cereus, Staphylococcus aureus, Candida albicans и Campylobacter JeJuni). Тому препарати, які містять живих біфідобактерій призначають при дисбактеріозах та лікуванні сильнодіючими антибіотиками, для того щоб відновити нормальну мікрофлору кишки. Також кислоти, що виробляються біфідобактеріями, зменшують всмоктування аміаку та амінів у кров, які можуть привести до підвищення артеріального тиску, рівня холестеролу та канцерогенних нітрозамінів. Крім того біфідобактерії синтезують вітаміни: тіамін, рибофлавін, В6 та К, які можуть засвоюватись людиною.
Сприятливий вплив цих мікроорганізмів на здоров'я людини обумовлюють наступні властивості біфідобактерій:
- підтримують нормальний баланс кишкової мікрофлори;
- продукують коротколанцюгові жирні кислоти (оцтову, молочну та мурашину), які знижують рН середовища і роблять його несприятливим для розвитку патогенних мікроорганізмів;
- здатні виділяти продукти метаболізму, які безпосередньо інгібірують життєдіяльність патогенних бактерій;
- знижують концентрацію потенційно небезпечного аміаку й амінів у крові;
- синтезують вітаміни групи К, В, амінокислоти та ферменти, які всмоктуються в товстій кишці;
- стимулюють імунну атаку проти патогенних мікроорганізмів, у тому числі й проти шкідливої кишкової мікрофлори;
- проявляють протипухлинну активність;
- підсилюють захисну здатність організму (завдяки стимулювання біфідобактеріями lg A-антитіл);
- сприяють зниженню рівня холестерину в крові (за участю ферменту редуктази);
- беруть активну участь у відновленні нормальної мікрофлори кишки після терапії антибіотиками;
- застосування біфідобактерій разом з молочними продуктами поліпшує їх засвоюваність особами, що не переносять лактозу (завдяки виділення біфідобактеріями Р-галактозидази, яка компенсує дефіцит цього ферменту в організмі людини).

Біфідобактерії синтезують вітаміни групи В (В1, В2, В12, фолієву кислоту), вітамін К, незамінні амінокислоти.